# Resolució 272 del Consell de Seguretat de les Nacions Unides
La Resolució 272 del Consell de Seguretat de les Nacions Unides, aprovada el 23 d'octubre de 1969, referent a la iniciativa de l'Assemblea General d'incloure una esmena de l'Estatut de la Cort Internacional de Justícia en la seva XXIV sessió, va recordar que el Consell té l'autoritat de fer recomanacions a l'Assemblea quant a la participació de parts de l'Estatut però no membres de les Nacions Unides i va decidir fer-ho.
El Consell va recomanar que aquelles nacions se'ls permetés participar quant a les esmena com si fossin membres i que les reformes entrarien en vigor quan fossin aprovades per votació per dos terços de tots els Estats parts de l'Estatut i ratificades per aquests Estats.